# Сюан Кунь
Сюан Кунь (Xuân Quỳnh, 6 жовтня 1942 — 29 серпня 1988) — найвідоміша сучасна поетеса В'єтнаму.
Вона, її чоловік Lưu Quang Vũ та їх 12-річний син Lưu Quỳnh Thơ загинули в автокатастрофі в місті Хайзионг 29 серпня 1988 року.
Їй присвячено Google Doodle 6 жовтня 2019 року.